# Campoplex punctulatus
Campoplex punctulatus är en stekelart som först beskrevs av Szepligeti 1916.  Campoplex punctulatus ingår i släktet Campoplex och familjen brokparasitsteklar. Inga underarter finns listade.